# بازگشت رینگو
بازگشت رینگو (به ایتالیایی: بازگشت رینگو) یک فیلم اسپاگتی وسترن ایتالیایی به کارگردانی دوچو تساری و دنباله فیلم قبلی تپانچه‌ای برای رینگو است.
این فیلم هم مانند فیلم قبلی خود جولیانو جما بازی می‌کند و امتیاز ویژه از آن ساخته انیو موریکونه است. داستان فیلم بازگویی سست از ادیسه هومر است.

## قالب
- مونتگومری وود به عنوان کاپیتان مونتگومری «رینگو» براون
- فرناندو سانچو به عنوان استبان فوئنتس
- هالی هاموند به عنوان هالی فیتزجرالد براون
- نیوس ناوارو به عنوان روزیتا
- آنتونیو کاساس در نقش کلانتر کارسون
- جورج مارتین در نقش دون فرناندو پاکو فوئنتس
- پاخاریتو در نقش میوسوتیس (جلال صبح)
- تونت ویلا در نقش میمبرنو، مرد داروی آپاچی
- ویکتور بایو در نقش جرمیا پیت، مالک سالن
- مونیکا سوگرانز در نقش الیزابت براون بازی می‌کند
- خوان تورس به عنوان متصدی بار در روستای میمبرس
- خوزه هالوفی به عنوان گورکن
- فرناندو دی لئو در نقش فوئنتس هنچمن
- فرانک اولیوراس در نقش فوئنتس هنچمن
- مونتسرات پروس در نقش دختر مکزیکی
- مارک اسمیت به عنوان کاپیتان مونتگومری «رینگو» براون
- دوشیو تساری به عنوان فوئنتس هنچمن
- ریکاردو والور به عنوان کشیش
- رینالدو زامپرلا در نقش فوئنتس هنچمن

## موسیقی
تمام موسیقی‌های انیو موریکونه.
1. «بازگشت رینگو - عناوین اصلی» - 2:16 (متن ترانه و آواز Maurizio Graf)
2. «مبدل» - ۲:۲۳
3. «ماریاچی شماره ۱» - ۱:۵۱
4. «خشونت» - ۵:۵۴
5. «کلانتر کارسون» - ۱:۲۰
6. «فوئنتس» - ۱:۰۸
7. «ماریاچی شماره ۲» - ۲:۰۳
8. «عناوین اصلی» - ۱:۲۶
9. «بامبا بارنابا» - ۲:۳۴
10. «عروسی و انتقام» - ۱:۲۸
11. «مراسم تشییع جنازه» - ۲:۰۳
12. «صلح دوباره در میمبرس برمی گردد» - ۲:۲۰

### کتابشناسی - فهرست کتب
- Hughes, Howard (2006). Once Upon a Time in the Italian West. I B Tauris. ISBN 0-85773-045-2.